# Gare de Boissy-l'Aillerie
Ne doit pas être confondu avec Gare de Boissy-Saint-Léger.
La gare de Boissy-l'Aillerie est une gare ferroviaire française de la ligne de Saint-Denis à Dieppe, située sur le territoire de la commune de Boissy-l'Aillerie dans le département du Val-d'Oise en région Île-de-France.
C'est une gare SNCF desservie par les trains du réseau Transilien Paris Saint-Lazare (ligne J).

## Situation ferroviaire
La gare se situe au point kilométrique (PK) 34,851 de la ligne de Saint-Denis à Dieppe. Elle se situe après la gare d'Osny et avant la gare de Montgeroult - Courcelles. Son altitude est de 43 mètres.

## Histoire
La gare de Boissy-l'Aillerie a été dotée, en 1982, d'une troisième voie à quai afin de servir de terminus intermédiaire.
La ligne est ensuite électrifiée en 1982, ce qui permet à des VB2N (autrefois) ou des Z 50000 du Transilien J de desservir la gare
.

## Fréquentation
De 2015 à 2023, les estimations de la SNCF sont les suivantes :
| Année         | 2015    | 2016    | 2017    | 2018    | 2019    | 2020   | 2021    | 2022    | 2023    |
| ------------- | ------- | ------- | ------- | ------- | ------- | ------ | ------- | ------- | ------- |
| Fréquentation | 233 191 | 251 490 | 239 132 | 221 223 | 207 727 | 88 484 | 237 004 | 255 631 | 247 894 |

## Service des voyageurs

### Accueil
Après un accident de traversée des voies évité de peu en 2014, la gare est équipée en 2016 d'une passerelle accessible aux personnes à mobilité réduite permettant d'accéder aux deux quais.

### Desserte
Elle est desservie par les trains du réseau Saint-Lazare (Ligne J du Transilien) à raison d'un ou deux trains par heure dans chaque sens aux heures creuses, et d'un train toutes les 20 minutes aux heures de pointe. La gare sert d'origine et de terminus à certains trains

### Intermodalité
La gare n'est desservie par aucune ligne de bus.

## Galerie de photographies

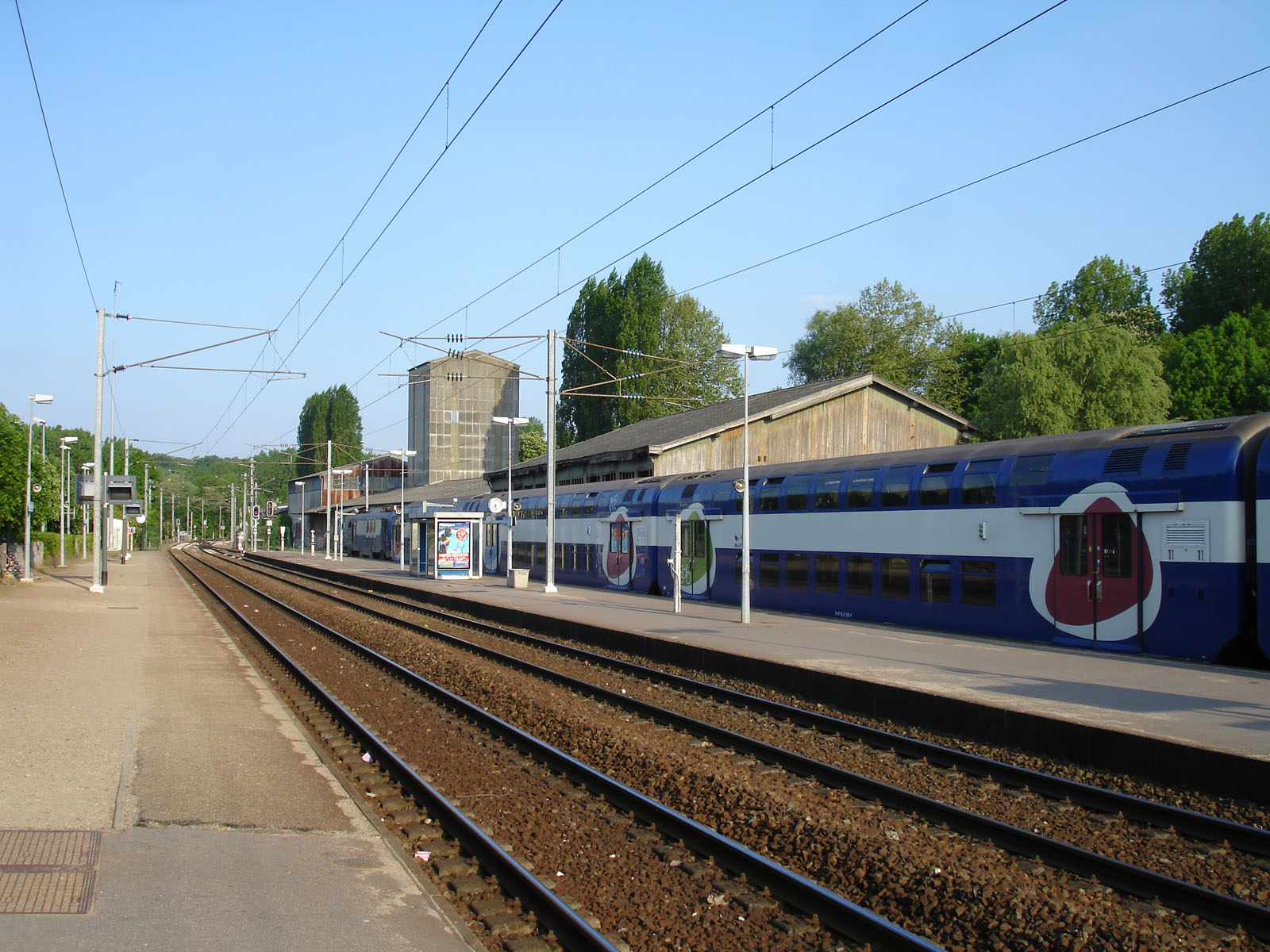
Quais en direction de Paris.
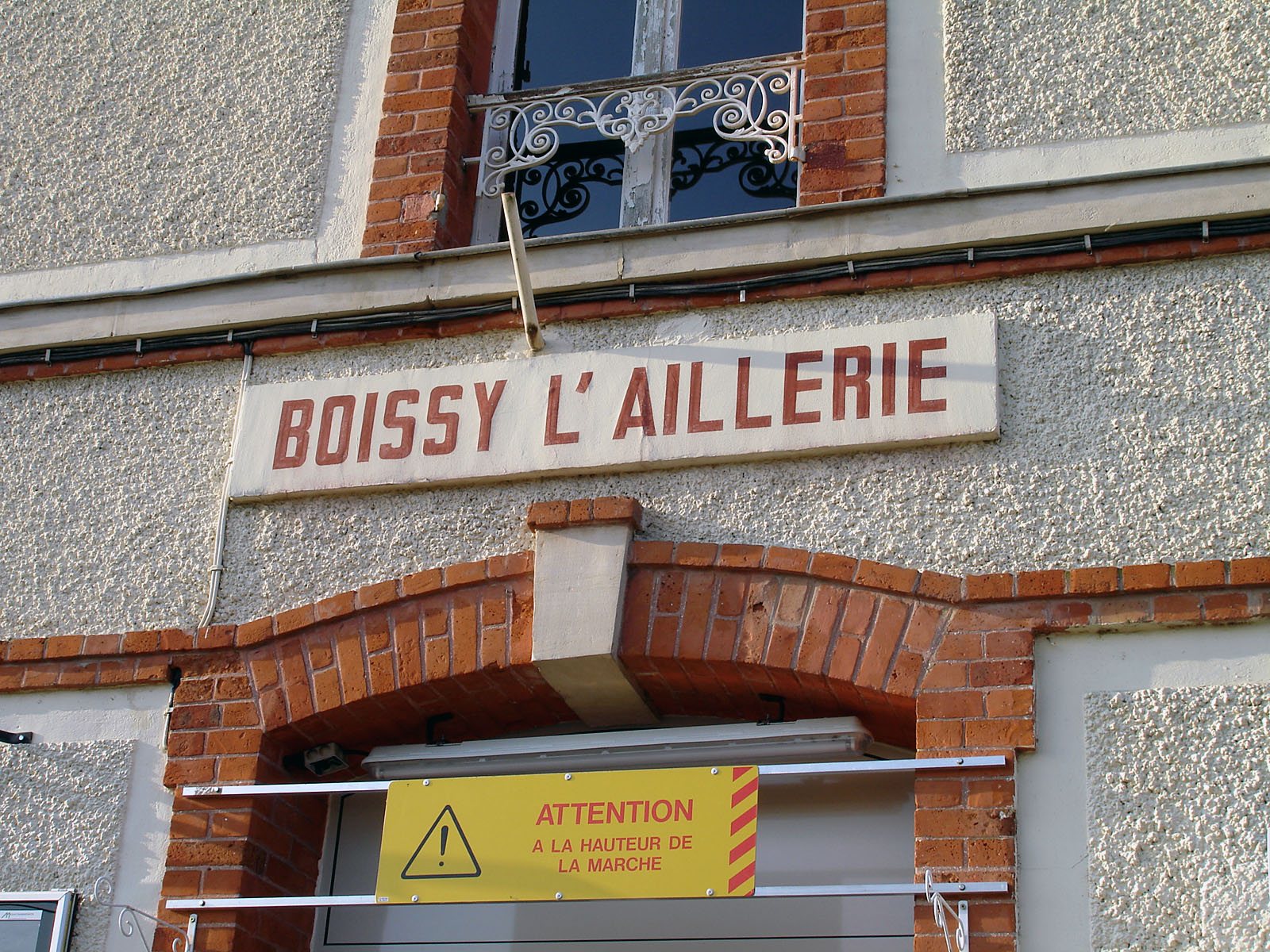
Nom de la gare sur le bâtiment-voyageurs.
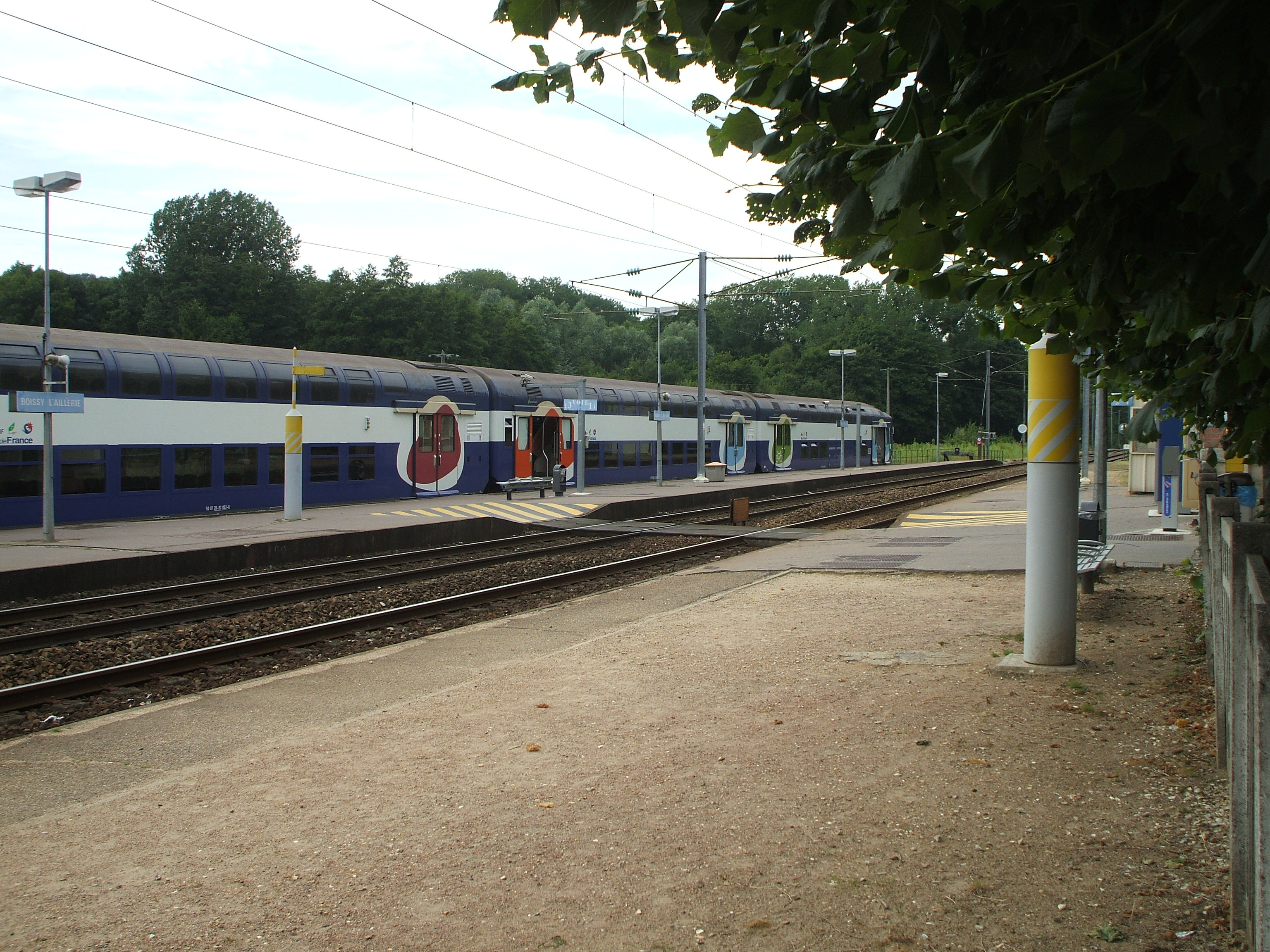
Quais en direction de Gisors.
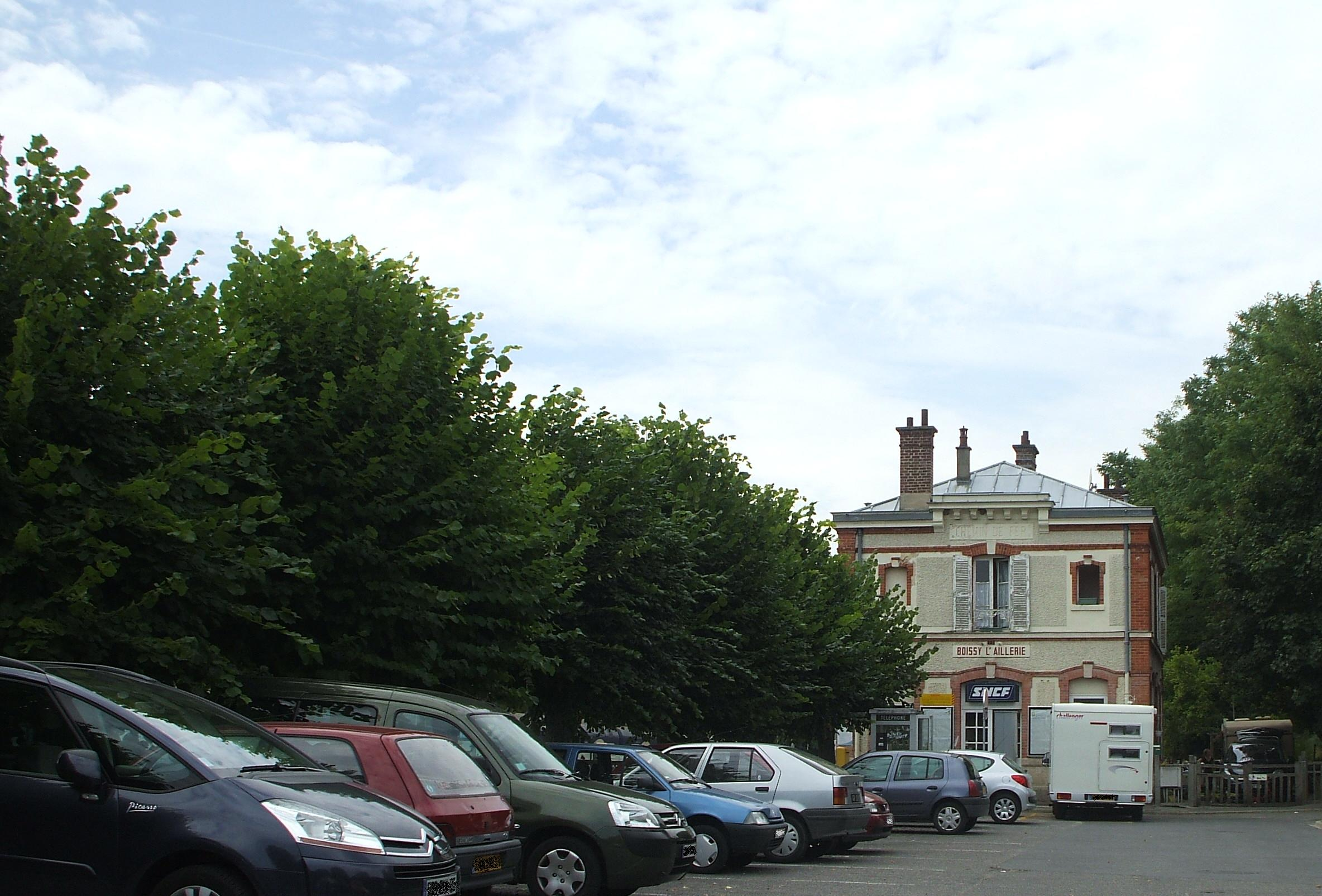
Parc de stationnement de la gare.

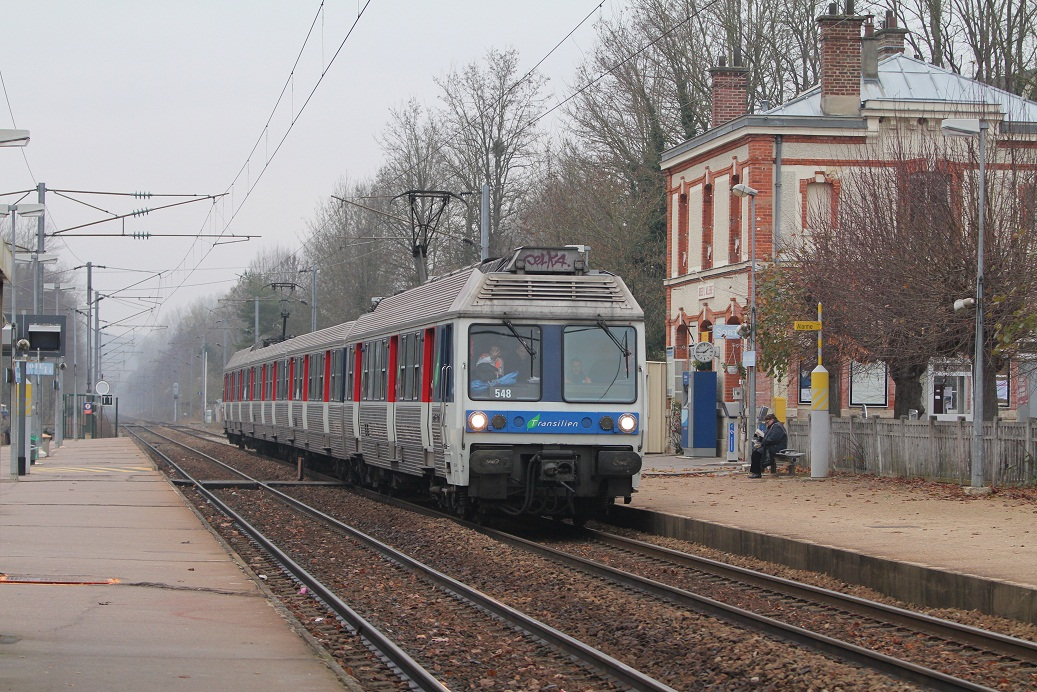
Vue d'une Z 6400 en gare de Boissy-l'Aillerie.
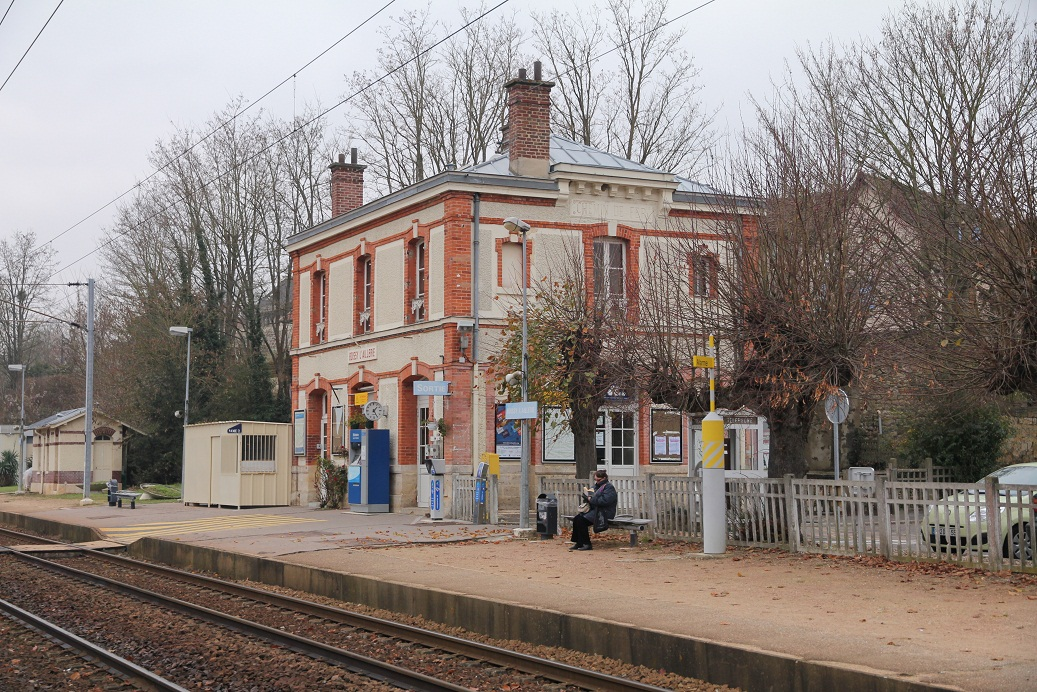
Vue du bâtiment voyageurs de la gare.